# Ataques con paquetes bombas en serie en Austin
Ataques con paquetes bombas en serie en Austin, Texas entre el 2 y el 20 de marzo de 2018, explotaron cinco paquetes de bombas,en la ciudad estadounidense y capital del Estado de Texas, Austin, matando a dos personas e hiriendo a otras cinco. El sospechoso, Mark Anthony Conditt de 23 años de edad y originario de Pflugerville, Texas, se suicida dentro de su vehículo después de que la policía lo detuvo el 21 de marzo, hiriendo también a un oficial de policía.

## Hechos
El 2 de marzo de 2018, Anthony Stephan House, de 39 años, murió al recoger un aparente paquete bomba en su casa.
El 12 de marzo, Draylen Mason, de 17 años, murió y su madre resultó herida por una explosión, y otra explosión ese día hirió gravemente a Esperanza Herrera, de 75 años, que visitaba la casa de su anciana madre. Según informes, la segunda de las bombas del 12 de marzo fue dirigida a una dirección diferente.
Un supuesto paquete bomba activado por un alambre trampa lesionó a dos hombres (uno de 22 años y otro de 23) en un barrio residencial en el suroeste de Austin el 18 de marzo. Los hombres sufrieron lesiones graves, aunque no amenazan la vida. A diferencia de las bombas anteriores, que se dejaron en las puertas, esta bomba se dejó en el lado de la carretera, unida a un letrero de «Precaución: Niños jugando». Después de esta cuarta explosión, El Departamento de Policía de Austin advirtió al público sobre un «bombardero en serie» que posee «un mayor nivel de sofisticación, un nivel de habilidad más alto» de lo que inicialmente se pensaba.
El 20 de marzo, alrededor de las 12:25 a. m., una bomba estalló en un paquete en una instalación de FedEx Ground (Centro de distribución) en Schertz, Texas, hiriendo a un empleado. El paquete estaba destinado a una dirección en la ciudad de Austin. Más tarde ese día, se encontró otro paquete sospechoso que se cree que contiene una bomba en una instalación separada de FedEx en el sureste de Austin. Los dos paquetes fueron enviados por la misma persona desde una tienda FedEx en Sunset Valley.

## Listado de Explosiones
| N.º | Día                                                  | Sitio de las explosiones                                       | Muertos                                                                                        | Heridos     | Tipo de bomba                                     |
| --- | ---------------------------------------------------- | -------------------------------------------------------------- | ---------------------------------------------------------------------------------------------- | ----------- | ------------------------------------------------- |
| 1   | 06:55 Hora estándar del centro, 2 de marzo de 2018   | Residencia Particular en Harris Ridge, Austin, Estado de Texas | 1                                                                                              | 0           | Paquete bomba                                     |
| 2   | 06:44 Hora estándar del centro, 12 de marzo de 2018  | Residencia Particular en East MLK, Austin, Estado de Texas     | 1                                                                                              | 1           | Paquete bomba                                     |
| 3   | 11:50, Hora estándar del centro, 12 de marzo de 2018 | Residencia Particular en Montopolis, Austin, Estado de Texas   | 0                                                                                              | 1           | Paquete bomba                                     |
| 4   | 20:30, Hora estándar del centro, 18 de marzo de 2018 | A Lado de la Carretera en Travis Country, Austin, Texas        | 0                                                                                              | 2           | Paquete bomba con un cable trampa para activarla. |
| 5   | 00:25, Hora estándar del centro, 20 de marzo de 2018 | Centro de Distribución de FedEx en Schertz, Texas              | 0                                                                                              | 1           | Paquete bomba                                     |
| 6   | 06:19, Hora estándar del centro, 20 de marzo de 2018 | Centro de Distribución de FedEx en Austin, Texas               | Desactivada                                                                                    | Desactivada | Paquete bomba                                     |
| 7   | 02:00 Hora estándar del centro, 21 de marzo de 2018  | cerca de la carretera en Round Rock, Texas                     | 1 (El sospechoso falleció porque se suicidó dentro de su automóvil con un artefacto explosivo) | 1           | Dos Paquetes Bombas                               |

## Sospechoso
Mark Antony Conditt, un joven de 23 años que estaba desempleado y que vivía en Pflugerville, un suburbio en el sureste de Austin, fue identificado por el Departamento de Policía de Austin como el sospechoso de colocar los artefactos explosivos que aterrorizaron a los habitantes de Austin (Texas). El sospechoso, conocido ya como el nuevo Unabomber, falleció porque se suicidó dentro de su automóvil con un artefacto explosivo. Asistió al Austin Community College de 2010 a 2012, pero no se graduó, de acuerdo con una vocera de la casa de estudios. Conditt dejó escasos rastros en las redes sociales. Aparte de algunas fotos en la página de Facebook de su familia, aparentemente dejó seis textos en un blog personal en 2012. Un bloguero que se identifica como Mark Conditt de Pflugerville dice en un texto que el matrimonio gay debería ser ilegal y estaba contra el aborto. Promueve la eliminación de los registros de abusadores sexuales, estaba en contra de la liberación de prisioneros de Guantánamo y argumenta a favor de la pena de muerte.Se definía políticamente conservador. Dice que sus mayores intereses son el ciclismo, el tenis y escuchar música. Jeff Reeb, un vecino de los padres de Conditt en Pflugerville durante 17 años, dijo que lo vio crecer y siempre le pareció «inteligente» y «educado». Indicó que el padre de Conditt, a quien identificó como Pat, era empleado de la empresa distribuidora de productos de salud y belleza Amway y también compraba artefactos electrónicos para revenderlos. Las autoridades creen que Conditt fabricó todas las bombas y probablemente actuó solo.
El sospechoso se sabía había trabajado en la empresa Crux Semiconductor en Austin como agente de compras, envíos y recepciones, según un perfil en una web de búsquedas de empleo. Antes trabajó como técnico de reparació de ordenadores.

### Detención
En las últimas 24 a 36 horas, las autoridades recibieron información que los llevó a una persona de interés, que más tarde se convirtió en sospechosa.El alcalde de Austin, Steve Adler, confirmó que el Departamento de Policía de Austin obtuvo imágenes de vigilancia que mostraban al sospechoso en una tienda de FedEx en Austin. Más tarde identificaron su automóvil y lo vieron deambulando en un hotel en Round Rock, Texas, a unos pocos kilómetros al norte de Austin. Mientras los agentes de policía esperaban que las unidades tácticas del SWAT llegaran a la escena, el hombre comenzó a alejarse y luego se detuvo al costado de la carretera.Fue entonces cuando los oficiales de SWAT se acercaron al vehículo y el hombre detonó una bomba dentro de su automóvil y falleció en el acto dijo el jefe de policía de Austin, Brian Manley. La explosión hirió a un agente. Otro de los efectivos abrió fuego.

### Confesion
El responsable de los paquetes explosivos en Austin, dejó una grabación de 25 minutos en su teléfono celular, reivindicando su responsabilidad por los asesinato y por generar pánico en la ciudad Texana.La grabación no reveló las motivaciones de Conditt que envió los paquetes a las direcciones seleccionadas. La revelación sobre la confesión del joven de 23 años se produce después de que la policía registró la casa de Conditt y encontró un gran número de materiales para fabricar bombas, mismo que los alarmó a tal grado que evacuaron un área de cuatro cuadras para evitar más muertes o lesiones.

## Reacciones
El día 20 de marzo de 2018, el Presidente, Donald Trump, deploró una serie de ataques con explosivos en Texas y dijo que su autor está «muy, muy enfermo», horas después de una quinta explosión y el hallazgo de un sexto artefacto. Mediante su Twitter el presidente anunció la muerte del sospechoso y felicitaciones a las fuerzas policíacas por el hecho.